# Seto Leelo
Seto Leelo je tradicionalno višeglasno pjevanje baltofinskog naroda Seta koji obitava na krajnjem jugoistoku Estonije (općina Värska u okrugu Põlvamaau), poznato kao Setomaa (estonski od sota maata, tj. „zemlja rata”), te s druge strane granice, na zapadu ruske općine Pečorske u Pskovskoj oblasti. Leelo je danas temelj suvremenog identiteta Seta, te je zbog toga 2009. godine upisano na UNESCO-ov popis nematerijalne svjetske baštine u Europi.
Seti su u svojim običajima sačuvali mnoge pretkršćanske elemente koji se smatraju izvornim baltičkim, poput šamanskog (Tietäjä) pjevanja runa-poema u Kalevala ljestvici (Runonlaulaja) ili leelo zbornog pjevanja. Ove potonje, tradicionalne melodije, izvode pjevači u narodnim nošnjama tako što vodeći pjevač (Leelossa) pjeva stih kojemu se na zadnjem slogu priključuje cijeli zbor, tzv. pjevanje torro, koji potom ponavlja cijeli stih, tzv. pjevanje killõ. Iako se pjesme uče od bivših poznatih pjevača, vještina komponiranja i improvizacija odlika je izvrsnosti vodećeg vokala (Seto lauluimä). Zabilježeno je kako su ponajbolji vodeći vokali znali zapamtiti do 20.000 različitih stihova.
Većina zborova isključivo su ženski, pa se za „Dan kraljeva” (Kuniigrii), svakog 1. kolovoza, bira najbolja pjevačica koja se okruni za „Majku pjesme”. Seto Leelo je nekad pratilo svaku aktivnost seoske zajednice Seta, ali je danas sačuvana samo na pozornicama kao središnja, živahna i jako cijenjena tradicija kulture Seta.
Danas su zborovi leelo jako popularni među turistima, ali su i ponos zajednice Seta koja ih smatra za utjelovljenje svog identiteta.